# Sara (canción de Starship)
«Sara» es una canción grabada por la banda de rock estadounidense Starship de su primer álbum de estudio Knee Deep in the Hoopla. Lanzada en diciembre de 1985 fue escrita por Peter e Ina Wolf e interpretada por Mickey Thomas y Grace Slick en los coros.
Alcanzó el número uno en la lista Billboard Hot 100 de Estados Unidos el 15 de marzo de 1986. Fue el segundo éxito número uno de la banda después de "We Built This City" en noviembre de 1985. También se convirtió en la primera canción número uno de la banda en la lista Billboard Adult Contemporary, donde permaneció durante tres semanas. Llegó al puesto número uno en Canadá y entró en la lista de los 10 más exitosos en Australia, Sudáfrica y Suiza. En Reino Unido alcanzó el puesto 66 de la UK Singles Chart.

## Vídeo musical
El video musical de "Sara" presentaba a Thomas y a la actriz Rebecca De Mornay como el personaje principal de la canción, en una historia sobre el final de una relación, ambientada en una granja de Dust Bowl en el Medio Oeste, con frecuentes escenas retrospectivas de lo que presumiblemente es la infancia del personaje de Thomas, y el tornado que destrozó su hogar y se llevó la vida de su amada madre. Fue filmado en una antigua granja ubicada en el oeste de Lancaster, California. Termina con una vista panorámica de la granja, con Thomas caminando por el camino de tierra por el que Sara (De Mornay) se ha marchado en su coche, con otra nube de polvo acercándose.  Las partes de las escenas retrospectivas del video musical están ambientadas en la década de 1950 y dirigidas por Francis Delia.

## Posicionamieto en listas
| Lista (1986)                          | Máxima posición |
| ------------------------------------- | --------------- |
| Alemania (Offizielle Deutsche Charts) | 15              |
| Australia (Kent Music Report)         | 10              |
| Austria (Ö3 Austria Top 40)           | 15              |
| Bélgica (Flandes) (Ultratop 50)       | 21              |
| Canadá (RPM Top Singles)              | 1               |
| Canadá (RPM Adult Contemporary)       | 1               |
| Estados Unidos (Billboard Hot 100)    | 1               |
| Estados Unidos (Adult Contemporary)   | 1               |
| Estados Unidos (Mainstream Rock)      | 12              |
| Finlandia (Suomen virallinen lista)   | 18              |
| Irlanda (IRMA)                        | 19              |
| Nueva Zelanda (Recorded Music NZ)     | 16              |
| Países Bajos (Dutch Top 40)           | 30              |
| Países Bajos (Mega Single Top 100)    | 43              |
| Reino Unido (Official Charts Company) | 66              |
| Sudáfrica (Springbok)                 | 10              |
| Suiza (Schweizer Hitparade)           | 9               |

## Personal
- Mickey Thomas - voz principal
- Grace Slick - coros
- Craig Chaquico - guitarra solista
- Peter Sears - sintetizador de bajo
- Donny Baldwin - batería electrónica
- Peter Wolf - teclados, sintetizadores, programación LinnDrum